# Spoorlijn Thionville - Anzeling
De Spoorlijn Thionville - Anzeling is een Franse spoorlijn van Thionville naar Anzeling. De lijn is 29,6 km lang en heeft als lijnnummer 177 000.

## Geschiedenis
De lijn werd aangelegd en geopend door de Reichseisenbahnen in Elsaß-Lothringen. Het trajectdeel tussen Thionville en Kédange werd op 1 juni 1883, twee maanden na het gedeelte tussen Kédange en Anzeling dat werd geopend op 1 april 1883. In 1894 werd een nieuw gedeelte geopend tussen Thionville en Kuntzig.

## Treindiensten
De lijn is sinds 2006 alleen in gebruik voor goederenvervoer.

## Aansluitingen
In de volgende plaatsen is of was er een aansluiting op de volgende spoorlijnen:
Thionville
RFN 180 000, spoorlijn tussen Metz-Ville en Zoufftgen
RFN 178 000, spoorlijn tussen Thionville en Apach
RFN 178 606, stamlijn Thionville
RFN 204 000, spoorlijn tussen Mohon en Thionville
Hombourg-Budange
RFN 175 000, spoorlijn tussen Bettelainville en Waldwisse
Anzeling
RFN 174 000, spoorlijn tussen Metz-Ville en Hargarten-Falck

## Elektrische tractie
Het traject werd in 1956 geëlektrificeerd met een spanning van 25.000 volt 50 Hz wisselstroom.